# Riksväg 31
Riksväg 31 är en cirka 180 kilometer lång svensk riksväg som går mellan Nybro och Jönköping, via Lenhovda, Vetlanda och Nässjö, och vägen förbinder också Kalmar och Karlskrona med Jönköping.

## Historia
Vägen hette före 1962 väg nr 91 Kalmar-Nybro, nr 115 Nybro-Lenhovda, nr 83 (Karlskrona-)Lenhovda-Vetlanda, nr 120 Vetlanda-Jönköping. År 1962 infördes huvudsträckningen Jönköping-Vetlanda-Nybro-Kalmar. Sträckan Nybro-Kalmar har dock strukits senare.
Vägen Nybro-Vetlanda-Björköby är samma väg som på 1940-talet, utom mellan Målerås och Lenhovda, som är nybyggd på 1970-talet, och förbifarten Vetlanda som är från 2000-talet. Förbifarten förbi Nybro byggdes på 1970-talet norr om tätorten. Vägen Björköby-Nässjö-Öggestorp är från 1990-talet, medan Öggestorp-Jönköping blev klar 2011.
En sträcka av riksväg 31 på delen mellan Vetlanda och Nybro över den så kallade Gråstensmon nära Målerås var ännu i början av 1970-talet grusväg. Omkring 1975 var dock denna vägsträcka i dess helhet asfalterad i och med att vägen lades i en ny genare sträckning. 

## Trafikplatser, orter, korsningar och anslutningar
|  | Nr | Namn                      | Skyltning                                    |
|  | -- | ------------------------- | -------------------------------------------- |
|  |    | Nybro                     | Halmstad Kalmar                              |
|  |    | nära Sandsjön             | Karlskrona                                   |
|  |    | Lenhovda                  |                                              |
|  | -  | Trafikplats Nottebäck     | Växjö Linköping Oskarshamn                   |
|  |    | Lindshammar               |                                              |
|  |    | Korsberga                 |                                              |
|  |    | Vetlanda                  |                                              |
|  |    | Vetlanda                  | Oskarshamn Målilla Fagerhult (Rv 31 svänger) |
|  |    | Vetlanda                  | Värnamo                                      |
|  |    | Ekenässjön                |                                              |
|  |    | nära Ekenässjön           | Eksjö Motala                                 |
|  | -  | nära Stensjön             | Sävsjö Eksjö (ej korsningsfri)               |
|  |    | nära Gisshultasjön        | Västervik (Rv 31 svänger)                    |
|  |    | Nässjö                    | (Rv 31 svänger)                              |
|  | -  | Trafikplats Nässjö norra  | Nässjö                                       |
|  | -  | Trafikplats Nässjö västra | Nässjö                                       |
|  | -  | väster om Nässjö          | Äng                                          |
|  | -  | nära Forserum             | Forserum                                     |
|  | -  | Trafikplats Öggestorp     | Öggestorp                                    |
|  | -  | Trafikplats Tenhult       | Tenhult Huskvarna                            |
|  | -  | Trafikplats Rogberga      |                                              |
|  | 98 | Trafikplats Ekhagen       | Helsingborg Stockholm                        |